# Dominika Myslivcová
Dominika Myslivcová (* 6. září 1994, Ostrava, Česko) je blogerka, youtuberka.

## Život
V jedenácti letech založila svůj první blog. Ten se zabýval především diddl plyšáky, které sbírala. Od roku 2010 má vlastní Youtube kanál, na který nahrává videa. Proslavila se videem portugalské verze skladby „Barbie Girl", které má přes 80 milionů zhlédnutí. V češtině videem „Pink rap", to má přes 7 milionů zhlédnutí.[zdroj?]
Vystoupila v řadě reklam. V roce 2015 se účastnila kampaně HateFree.
Od roku 2016 se začala angažovat v politice. V krajských volbách 2016 byla na třetím místě kandidátky Úsvit s Blokem proti islamizaci v Moravskoslezském kraji. V rámci kampaně zveřejnila na svém kanálu video „Změnu tu my nechcem“, ve kterém vystupovala proti islámu v Evropě. Úsvit nedosáhl volebního kvóra 5 %, zvolena nebyla.[zdroj?]
V roce 2022 se zúčastnila 3. řady reality show Like House.[zdroj?]
S partnerem Zdeňkem Chytilem má syna Deriana, který se narodil 22. srpna 2023 v pražské porodnici v Podolí.